# Lažtek
Lažtek je potok na středním Liptově, v centrální části okresu Liptovský Mikuláš. Je pravostranným přítokem řeky Iľanovianky, měří 5,5 km a je tokem IV. řádu.

## Pramen
Pramení na severním okraji Nízkých Tater, v geomorfologickém podcelku Ďumbierské Tatry, na severovýchodním svahu Poludnice (1 548,7 m n. m.) v nadmořské výšce přibližně 945 m n. m. 

## Popis toku
Od pramene teče nejprve severovýchodním směrem, poté se obloukem stáčí k severozápadu a zleva přijímá přítok ze severovýchodního svahu Bodové (1 346,4 m n. m.). Poté se stáčí k severu, vstupuje do Liptovské kotliny, geomorfologické části Ľubeľské pahorkatiny, a zleva přibírá potok Brostová. Poté teče na krátkém úseku severoseverovýchodním směrem, protéká intravilánem obce Závažná Poruba, od středu obce pokračuje opět na sever. Na severním okraji obce přibírá pravostranný přítok pramenící východně od obce, stáčí se a pokračuje v rozšířeném korytě severozápadním směrem souběžně s dálnicí D1 po pravém břehu. Na území města Liptovský Mikuláš, severoseverovýchodně od městské části Iľanovo, se v nadmořské výšce cca 588 m n. m. vlévá do řeky Iľanovianka.